# Casar de Periedo
Casar o Casar de Periedo es una localidad del municipio de Cabezón de la Sal, Cantabria (España). 
Está situado en un terreno llano, a 90 metros de altitud sobre el nivel del mar, y su población es de 1400 habitantes aproximadamente. Se encuentra a 6 kilómetros de la capital municipal, Cabezón de la Sal. Por su término discurre un tramo del río Saja, en el que hay un coto truchero, el "Coto Caranceja", que se extiende por los municipios vecinos de Alfoz de Lloredo y Reocín. Celebra la festividad de San Lorenzo el 10 de agosto.
Dicha localidad comprende los pueblos de Periedo, Cabrojo y Virgen de la Peña , siendo Casar la capital de esta pedanía, a pesar de haber sido construido posteriormente que el pueblo de Periedo. Desde aquí parte una ruta hasta la Ermita de las Nieves que queda a 240 metros de altitud sobre el nivel del mar.

## Historia
En el pasado, el término de Casar de Periedo comprendía Casar, Periedo, Cabrojo, La Venta del Río y un caserío llamado de la Vega. Periedo con los barrios de Casar y Cabrojo, aparecía como una de las ocho aldeas que formaban el distrito administrativo del valle de Cabezón, dentro de la merindad de Asturias de Santillana, en el Becerro de las Behetrías de 1352.
Está documentada la existencia en Casar de una Congregación de Maestros Artesanos en la Edad Moderna, que fabricaban muebles de ebanistería.
Durante el Trienio Constitucional (1820-1823) se formó el municipio de Casar, formado por los términos de La Busta, Caranceja, Casar de Periedo, Golbardo y Rudagüera. En virtud del decreto orgánico municipal de 1835 se creó el municipio de Cabezón de la Sal, que absorbió esta localidad de Casar.

## Patrimonio
Dentro del patrimonio de esta localidad, destaca la Casa de Jesús de Monasterio, incluida en el Inventario General del Patrimonio Cultural de Cantabria, como Bien Inventariado, en el año 2003. También se la conoce como Casa de Gómez de la Torre. Data aproximadamente de 1730. La casona tiene fachada de sillería, con un torre en su extremo occidental; presenta un soportal de tres arcos de medio punto. Tiene adosada una capilla, llamada del Carmen, en su esquina oriental, también con fachada de sillería.
También hay una capilla, la de San Justo. Además de lo anterior, en la localidad pueden verse buenos ejemplos de arquitectura tradicional montañesa.

## Personas destacadas
Aquí vivió el violinista y compositor lebaniego Jesús de Monasterio, enterrado en la Iglesia parroquial de Periedo.
En esta localidad nacieron el militar Sebastián Gómez de la Torre y Velarde (siglo XVIII), el jugador de bolos Ramiro González llamado "el chaval de Casar" (1930-2012), el boxeador Rodolfo Díaz y Fernando Gómez Merino, alias "Nandín", piloto de helicópteros, en esta localidad también nació el DJ Nacho Barquín.